# Sigtuna
Sigtuna (švedsko: [ˈsɪ̂kːˌtʉːna]) je naselje v istoimenski občini Sigtuna v okrožju Stockholm na Švedskem, ki je leta 2020 imelo 9689 prebivalcev. Je soimenjakinja, čeprav je sedež občine v drugem kraju, Märsta. Sigtuna se iz zgodovinskih razlogov še vedno pogosto imenuje stad.
Sigtuna leži v zalivu Skarven, ki se razteza okoli Upplands-Bro in dela jezera Mälaren. Današnja Sigtuna, pristaniško mesto, ustanovljeno okoli leta 980, se je razvilo približno 4 kilometre vzhodno od stare Sigtune, ki je bila po staronordijski religiji prej dom široko cenjenega boga Odina.

## Etimologija
Ime Sigtuna je bilo preneseno iz današnjega Signhildsberga. Pomen imena Sigtuna je sporen. Po eni teoriji gre za sestavljeno ime, kjer je drugi element -tuna, prvi pa je ena od dveh tesno povezanih narečnih besed, in sicer sig, ki pomeni 'pronicajoča voda' ali 'močvirje' ali sik, ki pomeni 'močvirje'. Kot osnova za to razlago je bil omenjen potok južno od Signhildsberga ali dejstvo, da je bilo posestvo obdano z močvirnatim terenom.
Druga teorija meni, da je ime starodavni prestižni wander toponim, ki pomeni 'močna trdnjava', kot keltski toponim Segodunum, iz protogermanskega *sigatūna, staronorveškega Sigtún, prim. Protogermansko *segaz ~ *sigiz- 'zmaga': gotski sigis, staronordijsko sigr, staroangleško sigor, starofrizijsko sige, sīge, starovisokonemško sigi, sigu.

## Zgodovina
Sigtuna je bila ustanovljena na takratni obali jezera Mälaren pred dobrimi 1000 leti. Ime je dobila po starodavnem kraljevem posestvu nekaj kilometrov zahodno. Različni viri za ustanovitelja navajajo kralja Erika Zmagoslavnega, drugi pa kralja Olofa Skötkonunga.
Približno 250 let je delovala kot kraljevo in trgovsko središče ter je bila eno najpomembnejših mest na Švedskem. V kratkem obdobju konec 10. in v začetku 11. stoletja so tukaj kovali prve švedske kovance. Cerkev sv. Marije, ki jo je v 13. stoletju zgradil dominikanski red kot samostansko cerkev, je še vedno večinoma nedotaknjena. Dominikanski samostan je igral pomembno vlogo v švedskem srednjem veku in je dajal številne pomembne cerkvene uradnike, med njimi tudi številne švedske nadškofe. Številne ruševine cerkva in samostanov še vedno stojijo, vključno s cerkvijo sv. Persa (S:t Pers kyrkoruin) iz 12. stoletja, cerkvijo sv. Olofa (S:t Olofs kyrkoruin) iz sredine 11. stoletja in cerkvijo sv. Larsa (S:t Lars kyrkoruin) iz sredine 13. stoletja.
Leta 1187 so Sigtuno napadli in oropali plenilci z druge strani [[Baltsko morje|Baltskega morja, morda iz Kuronije, ali Estonci z otoka Saaremaa (Oeselijci), ali Karelijci in Novgorodci.
Arheološka izkopavanja niso potrdila izročil o uničenju mesta. Normalno življenje v Sigtuni se je nadaljevalo, dokler mesto v 13. stoletju ni začelo počasi izgubljati svojega pomena zaradi težav s plovbo, ki jih je povzročil postglacialni odboj.
Sedanji grb izvira iz prvega znanega mestnega pečata iz leta 1311. Po legendi (morda navdihnjeni z mestnim grbom) je bila Sigtuna nekoč kraljevi sedež, vendar tega ni mogoče potrditi. Krona lahko simbolizira tudi veliko kraljevo kovnico, ki je bila v mestu. Od leta 1971 grb velja za veliko večjo občino Sigtuna.
Konec 19. stoletja je Sigtuna gostila le približno 600 ljudi in je bila najmanjše mesto na Švedskem. Mesto je ostalo nepomembno do druge polovice 20. stoletja. Velik del rasti prebivalstva je mogoče povezati z letališčem Stockholm Arlanda (IATA: ARN), ki je približno 10 km od Sigtune.

## Turistične znamenitosti
Sigtuna ima mestno jedro v srednjeveškem slogu z restavracijami, kavarnami in majhnimi trgovinami. Ruševine stare cerkve, vikinški runski kamni in stara glavna ulica (Stora gatan) so priljubljene znamenitosti za turiste, zlasti poleti. Majhne ulice z nizkimi lesenimi hišami vodijo do več trgovin z ročnimi izdelki in stare majhne mestne hiše (Sigtuna Rådhus). V središču mesta so restavracije in hotel Sigtuna Stadshotell.

## Galerija
- Sigtuna, kot je izgledala okoli leta 1700. Gravura iz Suecia antiqua et hodierna
- Cerkev sv. Marije (Mariakyrkan) je lep primer opečne gotske arhitekture na Švedskem
- Stara mestna hiša v Sigtuni zgodaj pozimi
- Ruševine cerkve sv. Olofa (S:t Olofs kyrkoruin)
- Župnišče Sigtuna in ruševine cerkve sv. Pera
- Ruševine cerkve sv. Larsa (S:t Lars kyrkoruin)
- Sigtuna Stadshotell, tradicionalni mestni hotel s pogledom na jezero Mälaren
- Sigtuna muzej
- Sigtunaskolan Humanistiska Läroverket (internat)
- Fundacija Sigtuna (Sigtunastiftelsen), zasebna kulturna fundacija, ustanovljena leta 1917